# John Garang

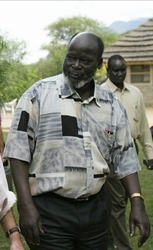
John Garang (augustus 2004)

John Garang de Mabior (Wagkulei bij Bor, 23 juni 1945 – Zuid-Soedan, 30 juli 2005) was een Soedanees wiskundeleraar, rebellenleider en politicus. Op het moment van zijn dood was hij vicepresident van Soedan.
Garang werd geboren te Wagkulei bij Bor en behoorde tot het Dinkavolk. Hij brak in 1970 zijn studie economie in de Verenigde Staten af om zich aan te sluiten bij het zuidelijke verzet tegen de nieuwe islamitische dictatuur van Numeiri in Soedan. In 1972 kwam een vrede tot stand, waarbij de strijders van het SPLA werden ingelijfd bij de Soedanese strijdkrachten.
Toen president Numeiri in 1983 aankondigde de sharia te willen invoeren, kwam het christelijke en animistische zuiden opnieuw in opstand. Garang werd met een legereenheid gestuurd om de orde te herstellen, maar hij liep over naar de opstandelingen. Met zijn troepen van het Soedanese Bevrijdinggsleger SPLA vocht hij twintig jaar tegen de islamitische troepen van Noord-Soedan. Na een historisch vredesverdrag tussen de Zuid-Soedanezen en Noord-Soedanezen werd hij op 9 juli 2005 beëdigd als vicepresident van Soedan. Op 30 juli 2005 verongelukte hij met een helikopter. Garang werd 60 jaar oud.
Na zijn dood braken onder andere in de hoofdstad Khartoem rellen uit, omdat zijn aanhangers niet geloofden dat het een daadwerkelijk ongeluk was, maar een complot vermoedden.
Garang werd opgevolgd door Salva Kiir.